# Kwinternion

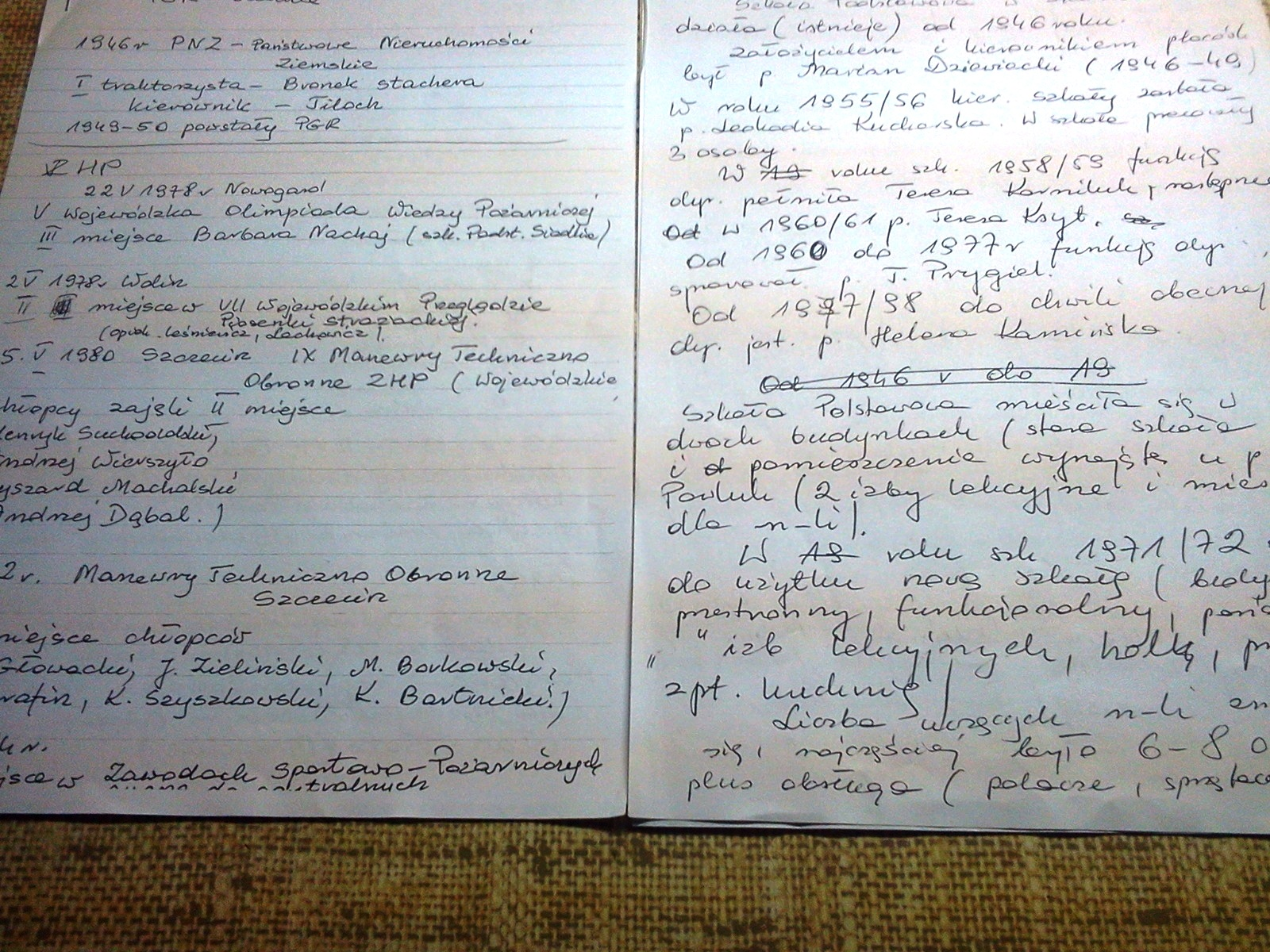
Rękopis

Kwinternion – składka rękopisu złożona z pięciu kart pergaminu lub papieru.